# Ramón Rodríguez (actor)
Ramón Rodríguez (Río Piedras, Puerto Rico, 24 de septiembre de 1979) es un actor puertorriqueño conocido por sus papeles recurrentes en las series de televisión The Wire (2006–08) y Day Break (2006–07). Ha aparecido en Transformers: la venganza de los caídos (2009) y The Taking of Pelham 123 (2009). También ha interpretado a Bosley en el reboot de televisión de corta duración de Los ángeles de Charlie (2011). En 2014, Rodríguez interpretó a Ryan López en la serie de televisión de drama criminal de corta duración de Fox Gang Related.

## Vida y carrera
Rodríguez nació en Puerto Rico y creció en Lower East Side de Manhattan.
Rodríguez también apareció en shows de televisión como Saturday Night Live, Law & Order: Special Victims Unit y Rescue Me. También es un bailarín profesional, y apareció en películas como Bella (2006), Pride and Glory (2008) y Transformers: la venganza de los caídos (2009).

## Filmografía

### Cine
| Año  | Título                                  | Papel             | Notas           |
| ---- | --------------------------------------- | ----------------- | --------------- |
| 2005 | Carlito's Way: Rise to Power            | Ángel Rodríguez   | Directo a video |
| 2005 | Dealbreaker                             | Ramón             | Cortometraje    |
| 2005 | 5G                                      | Johnny            | Cortometraje    |
| 2006 | The Wannabe                             | David             | Cortometraje    |
| 2006 | Ira & Abby                              | Julio             |                 |
| 2006 | Bella                                   | Eduardo           |                 |
| 2008 | Surfer, Dude                            | Lupe La Rosa      |                 |
| 2008 | Pride and Glory                         | Ángel Tezo        |                 |
| 2009 | The Taking of Pelham 123                | Delgado           |                 |
| 2009 | Transformers: la venganza de los caídos | Leo Spitz         |                 |
| 2010 | Harlem Hostel                           | Will              |                 |
| 2011 | Battle: Los Angeles                     | William Martínez  |                 |
| 2014 | Need for Speed                          | Joe Peck          |                 |
| 2016 | Burn Your Maps                          | Batbayar          |                 |
| 2017 | Megan Leavey                            | Sargento Morales  |                 |
| 2020 | The One and Only Ivan                   | George            |                 |
| 2022 | Lullaby                                 | John              |                 |
| 2025 | G20                                     | Agente Manny Ruiz |                 |

### Televisión
| Año     | Título                            | Papel           | Notas                             |
| ------- | --------------------------------- | --------------- | --------------------------------- |
| 2005    | Rescue Me                         | Kevin Vásquez   | 2 episodios                       |
| 2006    | Law & Order: Special Victims Unit | DJ Manny        | Episodio: "Contagio"              |
| 2006–07 | Day Break                         | Damien Ortiz    | Papel principal; 11 episodios     |
| 2006–08 | The Wire                          | Renaldo         | Papel recurrente; 8 episodios     |
| 2007    | Nurses                            | Patrick de León | Piloto no emitido                 |
| 2009    | Exit 19                           | Ramón           | Piloto no emitido                 |
| 2011    | Los ángeles de Charlie            | John Bosley     | Papel recurrente; 8 episodios     |
| 2014    | Gang Related                      | Ryan López      | Papel principal; 13 episodios     |
| 2017    | Marvel's Iron Fist                | Bakuto          | Papel principal; 5 episodios      |
| 2017    | Marvel's the Defenders            | Bakuto          | Personaje recurrente; 4 episodios |
| 2023-24 | Will Trent                        | Will Trent      | Papel principal; 23 episodios     |

### Videojuegos
| Año  | Título                    | Papel                   | Notas                       |
| ---- | ------------------------- | ----------------------- | --------------------------- |
| 2015 | Battlefield Hardline      | Marty, ladrón de bancos | Voz                         |
| 2016 | Homefront: The Revolution | Angelo                  | Voz y captura de movimiento |